# Diego López de Zúñiga (f. 1417)
Diego López de Zúñiga (Castañares, provincia de Burgos, ca. 1350-Valladolid, noviembre de 1417) fue un noble, ricohombre de Castilla y Navarra, XI señor de Zúñiga y Mendavia en Navarra, de Béjar y Castella en Castilla, señor de Baides, Bañares, Curiel, Grañón, Monterrey y otras villas más, consejero de los reyes de Castilla Juan I de Castilla, Enrique III de Castilla y Juan II de Castilla, alguacil mayor de Castilla, justicia mayor con poderes extraordinarios de Castilla desde el reinado de Enrique III, corregente durante las minorías de edad de los reyes Enrique III y Juan II.

## Biografía

### Origen familiar y primeros años
Diego López de Zúñiga era hijo de Íñigo Ortiz de Stunica, X señor de Zúñiga, de las Cuevas, de Alesanco, y otros estados, ricohombre de Castilla y Navarra, guardamayor del rey de Alfonso XI de Castilla «el Noble» y a su muerte del rey Pedro I «el Cruel». Su madre era Juana de Orozco, hija de Íñigo López de Orozco, II señor de Escamilla, Hita, Santa Olalla, Torija, Daganzo, Cobeña y Lorca y I señor de Pinto en 1359, frontero mayor de Lorca, y de su esposa María de Meneses.

### Al servicio de los reyes de Castilla

#### Reinado de Juan I de Castilla
Menino del rey Juan I, luego gentilhombre de su cámara y desde el 20 de julio de 1380 su camarero mayor. Por los servicios prestados al infante, más tarde rey Juan I, le concede la villa de Bañares, Rioja, y le otorga licencia para fundar mayorazgos por cédula del 5 de febrero de 1378. 
A la vuelta del pontificado a Roma, después del cisma de Aviñón, volvió a surgir un nuevo cisma en Roma, donde fue elegido el 20 de septiembre de 1378 papa Urbano VI y como antipapa Clemente VII, apoyado por Francia. El rey Pedro I de Aragón insistió en una entrevista con el rey de Castilla Juan I para decidir el apoyo. Diego López de Estúñiga, camarero mayor, fue enviado de embajador a Barcelona, donde logró un acuerdo, que se firmó el 20 de julio de 1380, para la reunión final de ambos monarcas en septiembre de 1380, pero la reunión no se celebró. En mayo de 1381 los reinos de España y Portugal consideraron legítimo al papa Clemente VII, celebrando así su éxito la diplomacia francesa.
El rey Juan I le hizo merced de la villa de Curiel, Valladolid, el 12 de agosto de 1386. En Curiel construyó el Palacio de los Zúñiga (Curiel de Duero) en 1410. Diego y su familia se avecindaron en Sevilla hacia el 1390. En las heredades de su madre adquirió en 1394 casa en la parroquia de Santa María "la Blanca". Su hijo primogénito Pedro de Estúñiga fue nombrado alcalde mayor de Sevilla en 1407.
Diego fue muy apreciado por el rey Juan I, por ser el más destacado de sus consejeros y colaboradores. Los otros destacados consejeros eran Pedro López de Ayala (sus crónicas se han conservado y constituyen una gran legado para la Historia de España), Juan y Diego Hurtado de Mendoza y Juan García Manrique de Lara.

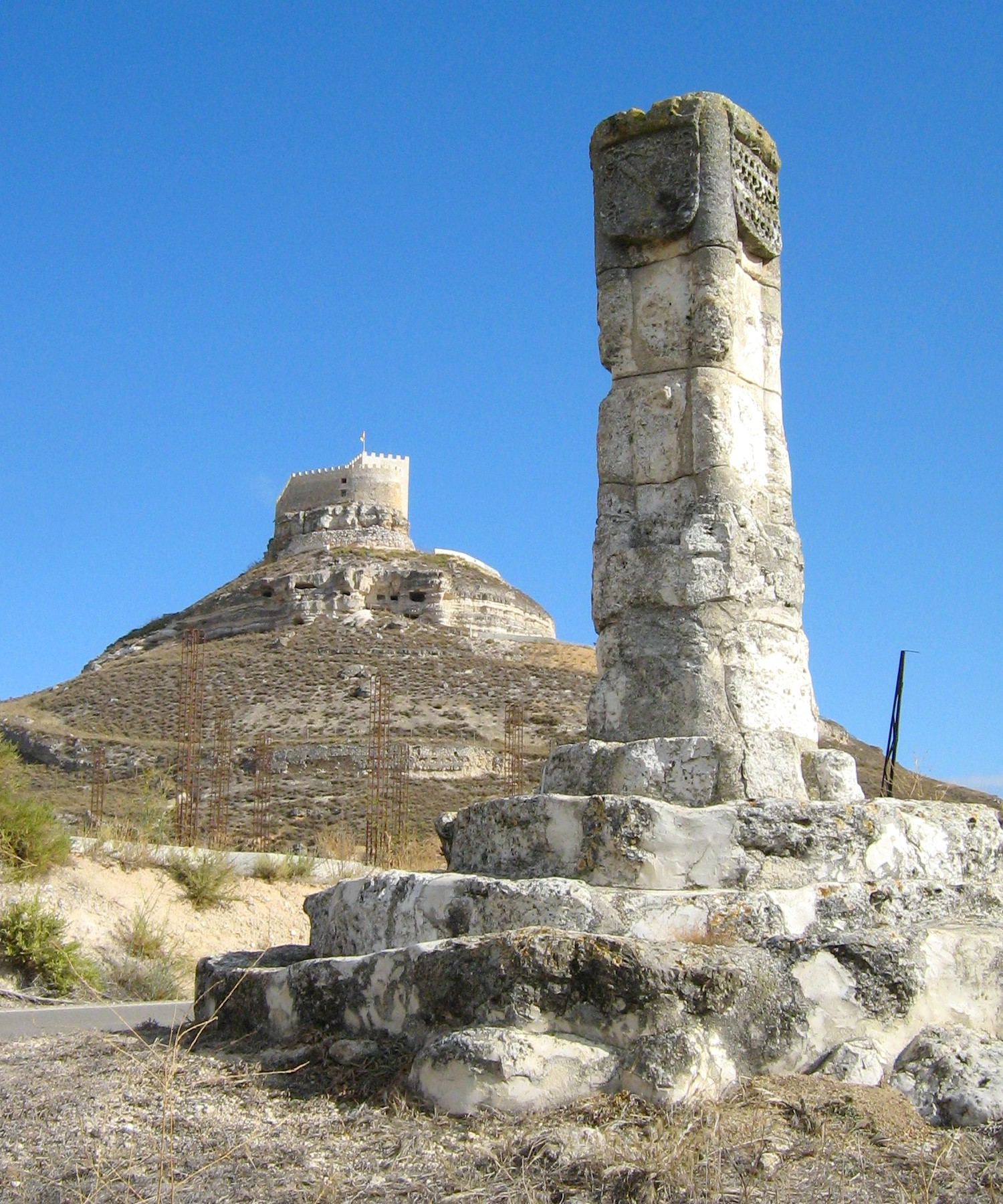
Curiel de Duero. Rollo de Justicia con el escudo de los Zúñiga

#### Reinado de Enrique III de Castilla «el Doliente»
A la muerte del rey Juan I, acaecida en Alcalá de Henares el 9 de octubre de 1390, fue Diego López de Estúñiga designado después de la «Concordia de Perales» en 1392 corregente de Castilla, durante la minoría de edad del rey Enrique III «el doliente». 
Diego es nombrado alcaide del castillo de Burgos en 1391 y en 1392 alcaide del castillo de Peñafiel, donde tuvo bajo su custodia a los tres hijos bastardos del rey de Castilla y de León Pedro I «el Cruel».
En junio de 1391 el populacho excitado de Sevilla se lanzó al asalto de la alhama judía, librándose aquellos que aceptaron el bautismo. Los bienes confiscados de los judíos no conversos fueron entregados por cédula del 9 de enero de 1396 a Juan Hurtado de Mendoza y a Diego López de Estúñiga, quien había llevado el peso principal en restituir el orden público.
La regencia cesó con la declaración de mayoría de edad del rey Enrique III, cumplidos los 14 años de edad, firmada en Las Huelgas el 2 de agosto de 1393. Diego fue muy considerado por el rey Enrique III, quien lo hace miembro de su Consejo. En diciembre de 1393 el rey Enrique III lo nombra justicia mayor de Castilla y le concede poderes extraordinarios el 22 de febrero de 1395. Diego puede hacer justicia sin apelación. Esta decisión fue la base para tomar medidas efectivas de restauración del orden público y de la autoridad real, que hacia 1398 logró una labor unificadora y pacificadora del reino, así como refuerzo del poder central, logrando la sumisión de los rebeldes parientes del rey Enrique III en agosto de 1394.
El equipo de gobierno desde los primeros meses de 1394 lo forman en primer plano Juan Hurtado de Mendoza, mayordomo mayor, Diego López de Estúñiga, justicia mayor, y Ruy López Dávalos, condestable de Castilla, personajes de la oligarquía nobiliaria fieles al rey.
El rey Enrique III le confirma por cédula del 15 de diciembre de 1390 la donación de la villa de Curiel en Valladolid hecha por su padre el rey Juan I en 12 de agosto de 1386, le dona la villa de Burguillos por cédula del 5 de diciembre de 1393, le confirma la donación de Grañón, en la Rioja, el 15 de diciembre de 1393, y los tercios del archiprestazgo de Peñafiel, provincia de Valladolid, el 29 de junio de 1394. La villa de Pesquera le fue donada por el infante Fernando (llamado más tarde «de Antequera») por cédula del 26 de enero de 1395 y confirmada la donación por el rey Enrique II el 16 de mayo de 1395.
Después de firmarse el tratado de amistad y ayuda entre los reyes Enrique III «el Doliente» de Castilla y Carlos III de Navarra «el Bueno», que se hizo el 21 de junio de 1394, el rey Carlos III restituye a Diego el señorío de Zúñiga (Navarra), su solar, y en recompensa le dona el señorío de Mendavia, también en Navarra, el 31 de julio de 1394. El rey Enrique III le concede por los servicios prestados los señoríos de Béjar y de Castella el 5 de abril de 1396. El consejo de Béjar le da pleito homenaje a Diego en 1396 como señor de dicha villa, en virtud del trueque celebrado con el rey Enrique III por la villa de Frías.
Diego López de Zúñiga y Juan Fernández de Velasco juraron en Renedo, cerca de Valladolid, el 14 de octubre de 1398 una alianza de ayuda mutua, a la que otros personajes destacados de Castilla se unieron más tarde, formando la Liga Nobiliaria. Por pleito homenaje del 31 de diciembre de 1398 juran Diego López de Estúñiga, justicia mayor, Juan de Velasco, camarero mayor, y Gómez Manrique, adelantado mayor, de ser buenos y leales amigos del rey de Castilla Enrique III.
En el verano de 1399 el rey de Portugal con su ejército pasó la frontera, atacó y asedió la fortaleza de Alcántara, que durante algunos días pudo prestar resistencia. El condestable de Castilla, Ruy López Dávalos, trajo refuerzos y con la caballería de la Orden de Alcántara levantaron el asedio y entraron en Portugal. Sin perder tiempo, Diego López de Estúñiga y Diego Hurtado de Mendoza con sus pendones y gentes de guerra se unieron al condestable y juntos tomaron Miranda (Portugal). El maestre de Santiago y el mariscal Diego Fernández pusieron cerco y tomaron Nódar en septiembre de 1399. Se abrieron negociaciones, se acordaron treguas y se puso fin a las hostilidades. Se firmaron tratados de paz en 1401 y en los años siguientes.
El rey Enrique III le confirma por carta plomada del 15 de noviembre de 1401 los oficios de justicia mayor y alguacil mayor de Castilla. Diego compró mancomunadamente con Diego Hurtado de Mendoza, almirante de Castilla, de su parienta Mencia de Orozco el lugar de Galve de Sorbe, con sus vasallos, castillo, término y jurisdicción, según escritura fechada en Toledo a 8 de marzo de 1403. La piratería inglesa recrudece en los años de 1402-1403 y dura todo el reinado de Enrique III. Diego era propietario de algunos de los barcos robados por los piratas ingleses.

#### Minoría de edad del rey Juan II de Castilla
A la temprana muerte del rey Enrique III, fallecido el 25 de diciembre de 1406 a la edad de 27 años, confía en su testamento la custodia de su hijo, el niño rey Juan II, a Diego López de Estúñiga y a Juan Fernández de Velasco y los nombra miembros del consejo del regente. Confía la regencia a su hermano, el infante Fernando de Antequera. El Consejo del Regente lo forman Diego López de Estúñiga, Juan Fernández de Velasco y Sancho Sánchez de Rojas, obispo de Palencia. Los regentes toman posesión de su cargo el 15 de enero de 1407.
Los preparativos de la guerra de Granada fueron iniciados después de la derrota de los ejércitos cristianos en la batalla de Collejares en octubre de 1406. El infante Fernando de Antequera logró que las Cortes de Toledo, celebradas a fines de 1406, le concedieran los medios necesarios para la campaña. El infante Fernando acompañado de Diego López de Estúñiga y su hijo Pedro López de Estúñiga entran en Sevilla el 22 de junio de 1407, de donde partieron para la campaña. Sus hijos Pedro e Iñigo de Estúñiga, con la gente de guerra de su padre, talaron en el verano las viñas y huertas de Ronda (Málaga). El infante Fernando con los ejércitos unidos conquista el 2 de octubre Zahara y comienza el asedio de Setenil. Sus capitanes aprovecharon los preparativos del asedio para realizar las conquistas de Cañete, Ayamonte, Ortejícar y Torre de Alhaquín. Pedro de Estúñiga conquistó el castillo de Ayamonte, cerca de Olvera (provincia de Cádiz) El Setenil resistió y el infante Fernando de Antequera ordenó retirarse, entrando en Sevilla acompañado de Diego López de Estúñiga el 10 de noviembre de 1407.
Quebrantado el prestigio del infante Fernando y debilitado su poder surgen fuertes discrepancias en junio de 1408 con los miembros del consejo del regente, Juan Fernández de Velasco y Diego López de Estúñiga. La reconciliación del infante Fernando con Velasco y Estúñiga fue confirmada por una escritura de seguro del 11 de marzo de 1409. El infante Fernando restablece el consejo del regente. De aquí en adelante colaboran los tres activamente en el gobierno junto con Sancho Sánchez de Rojas, obispo de Palencia.
El infante Fernando después de una buena preparación de la campaña, emprende el asedio de Antequera, provincia de Málaga el 26 de abril de 1410. La toma de la ciudad duró del 16 al 24 de septiembre. El infante Fernando, llamado desde entonces Fernando «el de Antequera» hizo su entrada triunfal en Sevilla el 15 de octubre y ordenó el 6 de noviembre de 1410 la suspensión de las hostilidades.
Al morir el rey de Aragón Martín I de Aragón «el Humano» el 31 de mayo de 1410 sin dejar sucesión, dejó por su voluntad elegir como sucesor «aquel que por justicia deba». El infante Fernando de Antequera recibió la noticia durante el sitio de Antequera. Siendo él el pariente más próximo apoyaron su candidatura las Cortes de Valladolid de mayo de 1411. Diego López de Estúñiga y Sancho Sánchez de Rojas son encargados de presentar las aspiraciones del príncipe Fernando «el de Antequera» a la vacante Corona de Aragón, en la reunión con los principales de Aragón en Calatayud en mayo de 1411, en junio ante al parlamento de Barcelona y en diciembre en Alcañiz. Lo que hacen con gran éxito. Los compromisarios, elegidos por los parlamentos generales, acordaron el 28 de junio de 1412 en la reunión en Caspe, cerca de Alcañiz, proclamar al príncipe Fernando «el de Antequera» como rey Fernando I de Aragón. Diego asiste acompañado por Juan Fernández de Velasco a la coronación del príncipe Fernando «de Antequera», como rey Fernando I de Aragón el 11 de febrero de 1414, que tuvo lugar en Zaragoza, y participan en las festividades que siguieron.
Como justicia mayor de Castilla hizo por el 1410 finalizar la redacción del Código de las Siete Partidas, cuya página principal iluminada lleva su escudo de armas (en campo de plata, una banda de sable y puesta brochante sobre el todo, la cadena de Navarra de ocho eslabones en oro), que fue iniciada por el rey Alfonso X de Castilla «el Sabio», como proyecto legislativo universal ligado a su pretensión como Emperador del Sacro Imperio. Se conserva un ejemplar original en la Biblioteca Nacional de España, Madrid.
Diego en compañía de Sancho Sánchez de Rojas, ahora ya arzobispo de Toledo y de Juan Fernández de Velasco limpian la corte de la influencia del regente y de la reina madre, Catalina de Lancáster, y exigen en 1416 que para el resto de la minoría del rey Juan I, quien acababa de cumplir los once años, se cumpla el testamento del rey Enrique III.
Fernando I, rey de Aragón y regente de Castilla, fallece con 36 años en Igualada (provincia de Barcelona) el 1 de abril de 1416. Así, desde 1416 hasta finales del 1418 este grupo gobierna Castilla, pero en noviembre de 1417 fallece en su palacio de Valladolid Diego López de Estúñiga, señor de Béjar, Monterrey, Baides (provincia de Guadalajara), Bañares, en La Rioja, Zúñiga y Mendavia (en Navarra) y otras villas más.

### Caracterización por cronistas, testamento y deceso
Diego fue uno de los más destacados miembros de la Casa de Zúñiga que otorgó su testamento el 29 de julio de 1397 y lo confirmó por codicilo otorgado el 11 de junio de 1401. Por carta plomada del 6 de agosto de 1401 el rey Enrique III de Castilla confirmó el testamento y codicilo.
Según los cronistas de su época, era un «hombre de buen seso, mediana estatura, rostro colorado, piernas delgadas». Diego era muy hábil, prudente, apreciado como consejero y fue un guerrero caballeresco y galante, amante de la poesía y gran mecena de los artistas de su tiempo.
Diego López de Zúñiga falleció en noviembre de 1417 en su palacio de Valladolid, que se encontraba en la actual calle de Juan Mambrilla. Fue sepultado en el convento de la Santísima Trinidad de la misma ciudad, el cual él mismo había hecho construir a su costa —el convento de los PP. Trinitarios calzados no existe hoy en día; en su antiguo templo fue edificada la iglesia de San Nicolás, en la Plaza de la Trinidad de Valladolid— al igual que también había fundado en 1405 una capellanía en el monasterio de Santa María de Herrera.
El abad y los frailes de dicho monasterio actualmente riojano y del obispado de Calahorra, se obligan por carta del 15 de octubre de 1405 a celebrar misas por las almas de los padres de Diego, Iñigo Ortiz de Stunica y Juana de Orozco, por una capellanía perpetua de 15 mil maravedis anuales.

## Matrimonio y descendencia
Diego López de Zúñiga se casó con Juana García de Leyva, señora de Villavaquerín, hija de Juan Martínez de Leyva, señor de Leyva, fallecido en 1384, y de su esposa María Díaz de Cevallos y nieta materna de Diego Gutiérrez de Cevallos, XIV almirante mayor de Castilla desde 1303, y de su esposa Juana García Carrillo, y supuesta bisnieta paterna de Sancho Martínez de Leyva «el Brazo de Hierro», vasallo de los reyes de Castilla y de Inglaterra.
Las capitulaciones matrimoniales y la escritura de dote dado por los reyes de Castilla, Pedro I, y de Navarra, Carlos II, fueron otorgadas en 1369. Diego tuvo en su matrimonio con Juana cinco varones y tres mujeres y en otras señoras tres varones bastardos. Diego creó mayorazgos para todos sus hijos varones, inclusive para sus bastardos.
Entre sus hijos del matrimonio se cuentan: 
- Pedro de Zúñiga, I conde de Ledesma, I conde de Plasencia, etc
- Íñigo Ortiz de Zúñiga, fallecido en 1420, señor de Mendavia y Clavijo y mariscal de Castilla, casado con Juana de Navarra,[57] la hija mayor tenida fuera de matrimonio de Carlos III de Navarra[58] con Gracia del Verde.[59] Sin noticia exacta de su fecha de nacimiento, en 1395 consta que estaba al cuidado del alcalde de Tudela, Guillén de Agreda y que fue criada por Urraca Jiménez de Fustiñana, esposa de Juan Gil de Caparroso, vecino de Tudela.[60] El 8 de marzo de 1396 se firmaron las capitulaciones matrimoniales para su boda.[61] Ambos eran menores de edad. Los desposorios se firmaron el 26 de agosto de 1403[62] aunque la boda se celebró cinco años después, en julio de 1408.[63] En julio de 1414 enfermó estando en Miranda de Ebro[64] pudiendo fallecer poco después en Estella donde al parecer fue enterrada.[65] Con descendencia (entre otros, padres del I conde de Nieva).
- Diego López de Zúñiga, el Joven, I señor de Monterrey, casado em 1406 com Elvira de Biedma, VI señora de la Casa de Biedma en Galicia, con descendencia (padres, entre otros, del I vizconde de Monterrey), casado segunda vez con Constanza de Monsalve, con descendencia, y con descendencia bastarda
- Mencía de Zúñiga, fallecida en 1415, casada antes de 1397 con Diego Pérez Sarmiento (m. c. 1433), que fue señor de Añastro, Fresno y Varea, y a la muerte de su hermano García heredó el señorío de Salinas de Añana,[66] cuya posesión le fue confirmada por Juan II de Castilla en 1413,[67] y los de Labastida y Peñacerrada, y fue también adelantado mayor de Galicia y repostero mayor del rey Juan II de Castilla,[66] de quien llegó a ser uno de sus privados,[68] hijo de Diego Gómez Sarmiento y de su esposa Leonor Enríquez de Castilla.[69][70] Y algunos autores señalaron que murió en 1435 en un combate contra los aragoneses, según afirmaba su epitafio en la abadía de Benevívere, donde fue enterrado, aunque otros discrepan en cuanto a la fecha de su muerte.[68] Con descendencia (entre otros, abuelos paternos del I conde de Salinas).